# 571 Dulcinea
571 Dulcinea è un asteroide della fascia principale. Scoperto nel 1905, presenta un'orbita caratterizzata da un semiasse maggiore pari a 2,4098631 UA e da un'eccentricità di 0,2426818, inclinata di 5,22649° rispetto all'eclittica.
Il suo nome è in onore di Dulcinea del Toboso, personaggio del Don Chisciotte.